# Davos Hanich
Davos Hanich, ou Davos Bou-Hanich, est un peintre et sculpteur français né le 30 décembre 1922 à Saint-Denis du Sig (Algérie) et mort en avril 1987.

## Biographie
Davos Hanich étudie la peinture à l'Académie de la Grande-Chaumière et à l'École nationale des Beaux-Arts de Paris. Il devient ensuite l'élève, puis l'assistant de Fernand Léger.
Il a réalisé la sculpture qui surmonte la fontaine du square Marcel-Mouloudji à Paris ainsi que les faisceaux métalliques qui décorent la rue couverte de Flaine.

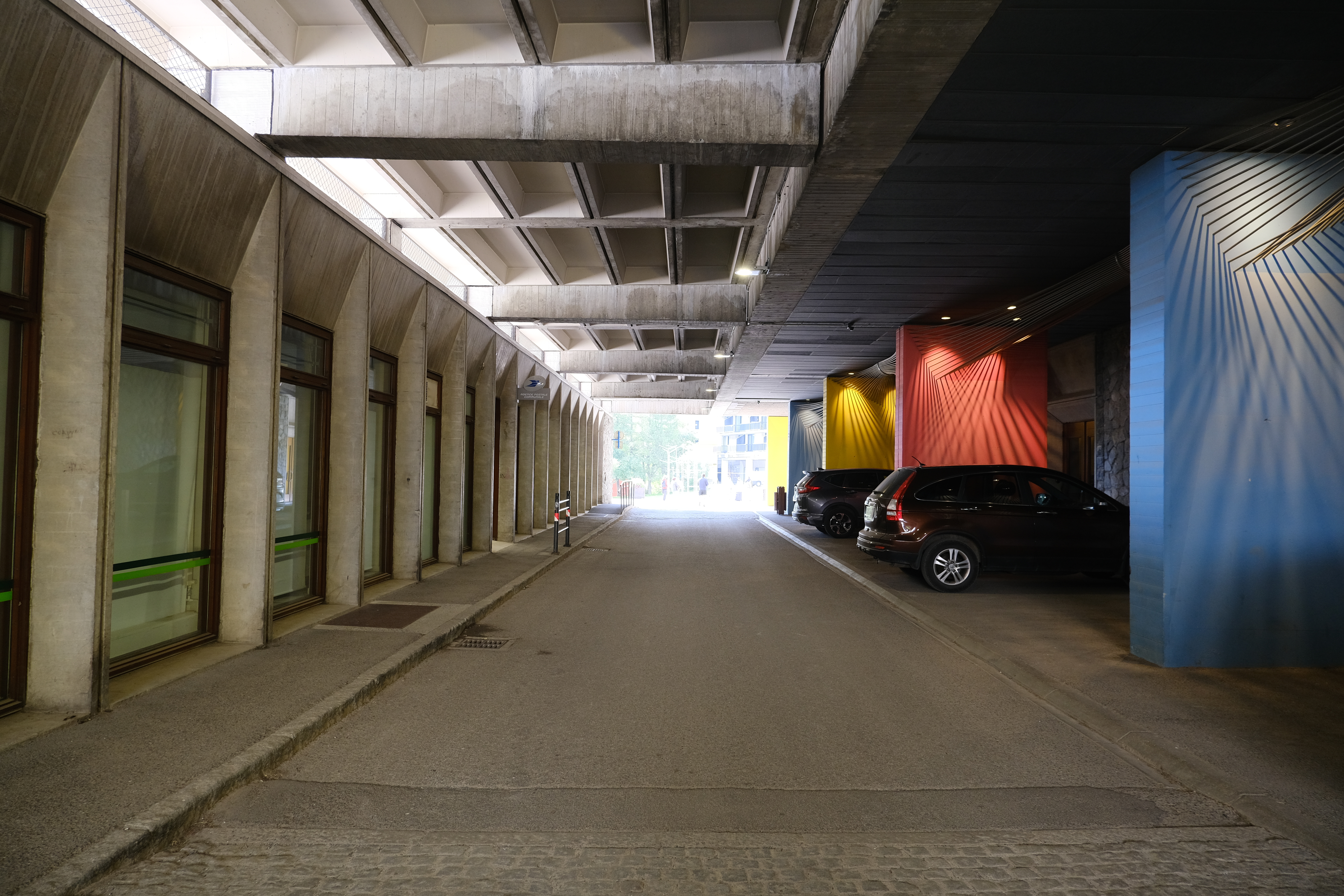
Rue couverte de Flaine avec les faisceaux métalliques de Hanich.
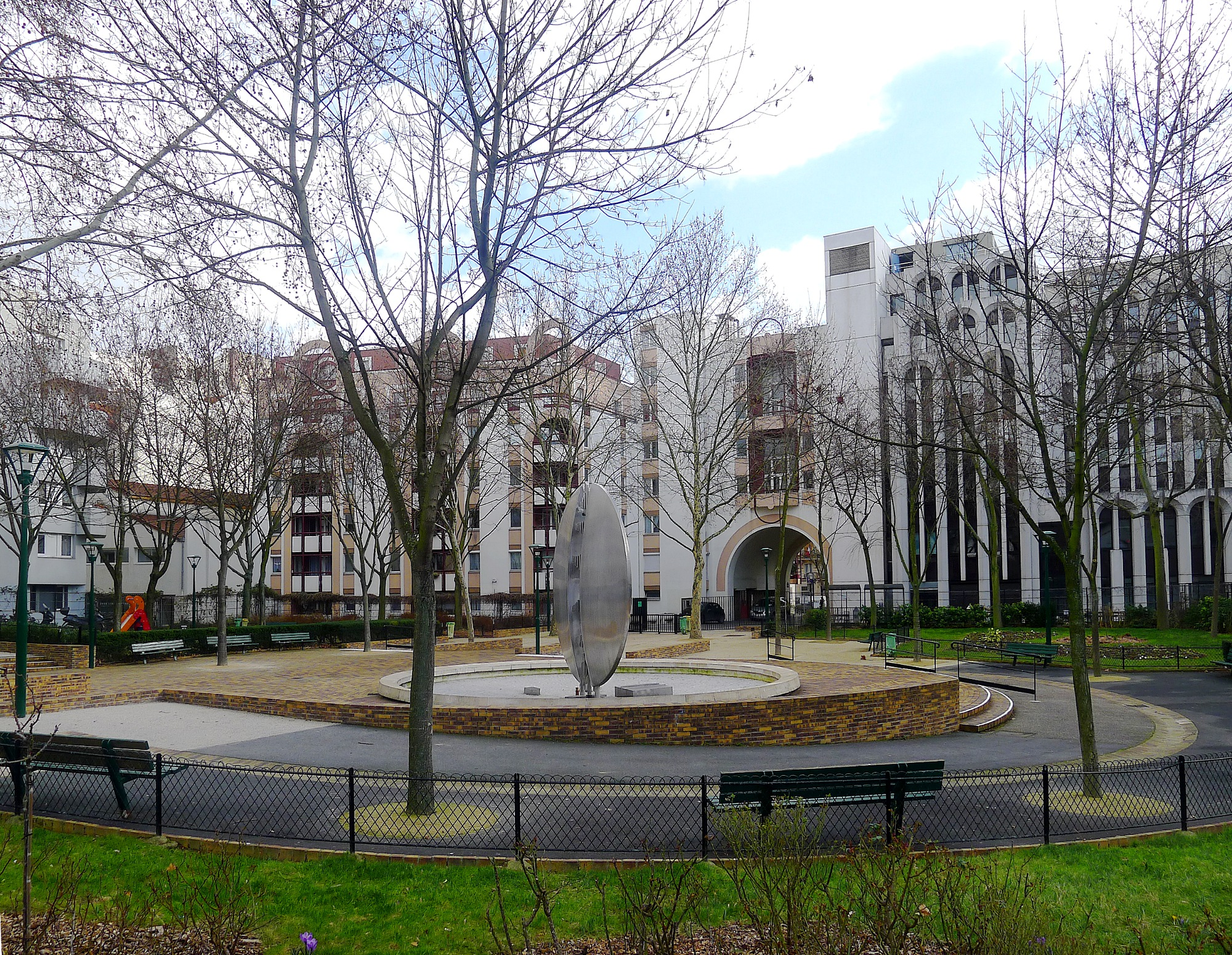
Square Marcel-Mouloudji avec au centre la fontaine sculptée par Hanich.

Davos Hanich est également l'interprète du rôle principal du film La Jetée de Chris Marker, sorti en 1962. Il avait rencontré Chris Marker en Suisse comme réfugié pendant la Seconde Guerre mondiale. Il a été résistant.